# Mănăștiur

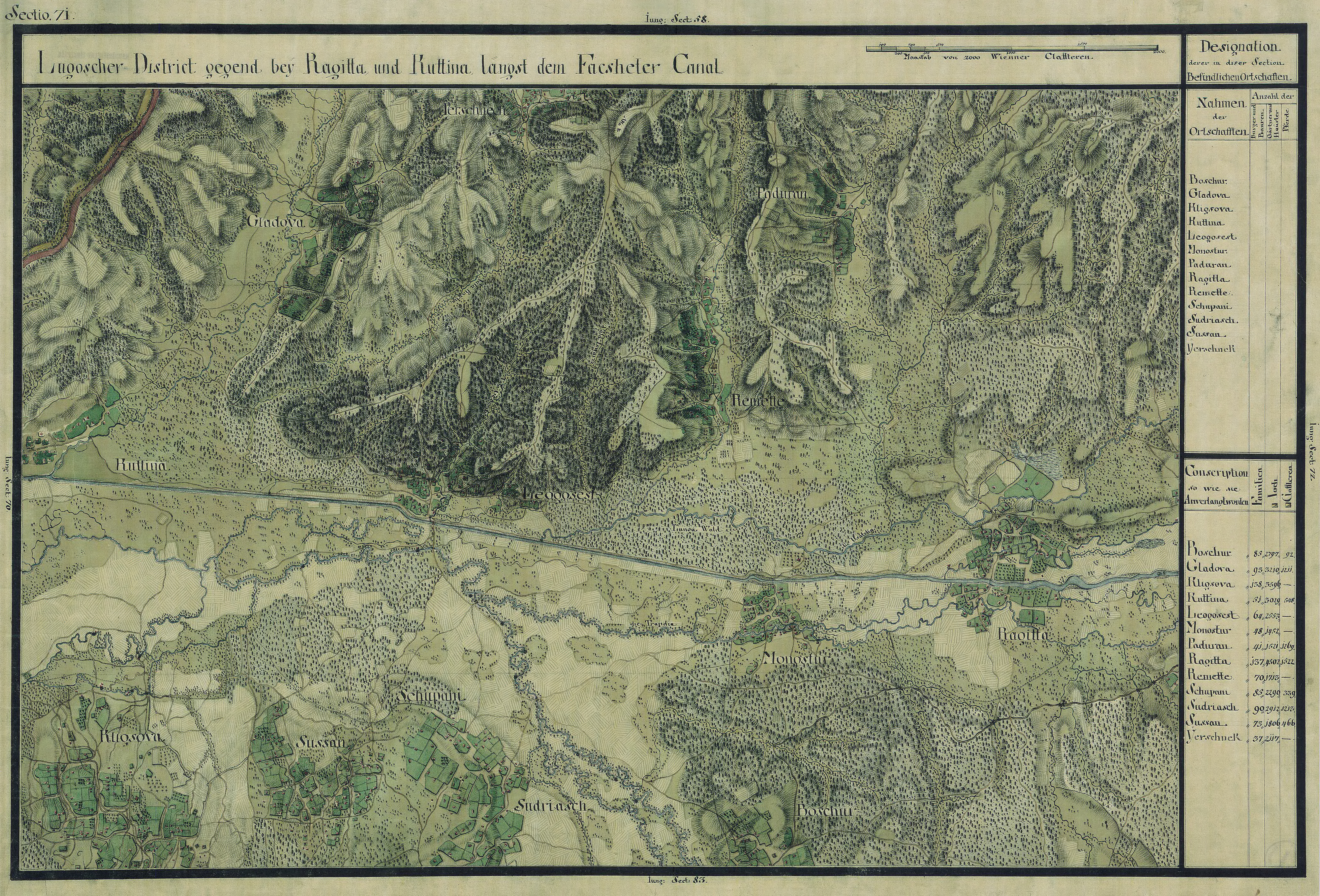
Mănăștiur auf der Josephinischen Landaufnahme (1769–1772)

Mănăștiur (bis 1924 Mănăștur; deutsch Monostor, ungarisch Bégamonostor) ist eine Gemeinde im Kreis Timiș, in der Region Banat, im Südwesten Rumäniens. Zur Gemeinde Mănăștiur gehören auch die Dörfer Pădurani, Remetea-Luncă und Topla.

## Geografische Lage
Mănăștiur liegt im Osten des Kreises Timiș, elf Kilometer östlich von Făget, an der Kreisstraße DJ609B Făget-Coșteiu und an der Eisenbahnstrecke Lugoj-Ilia.

## Nachbarorte
| Remetea-Luncă | Pădurani                                    | Răchita  |
| Leucușești    | Kompassrose, die auf Nachbargemeinden zeigt | Dumbrava |
| Susani        | Traian Vuia                                 | Bucovăț  |

## Geschichte
Eine erste urkundliche Erwähnung datiert aus dem Jahr 1427. 1453 tauchte die Ortsbezeichnung „Monostor“ in den Urkunden der ungarischen Krone auf, als walachische Siedlung „districtus volahalis“ im Komitat Temes. 1505 erschien die Ortschaft unter der Bezeichnung „Castellum Monosthor“.
Die Burgen Mănăștiur und Margina standen beide unter dem Kommando des Grafen von Brandenburg, der mit Beatrix, der Witwe von Johann Hunyadi, verheiratet war. 1519 wurde die Burg Mănăștiur dem Kreis Temes einverleibt, 1551 von dem Temescher Grafen Petru Petrovici komplett zerstört und 1554 wieder aufgebaut. Marsigli erwähnte die Festung Monostor 1690–1700 in seinen Schriften als Teil des Distriktes Făget.
Als die Habsburger das Banat 1717 von der Türkenherrschaft befreiten, zählte der Ort 20 Rauchfänge und gehörte zum Distrikt Făget. 1779 gehörte Mănăștiur zu Bulci, Kreis Caraș-Severin. 1880 wurden 150 ungarische Familien in Mănăștiur angesiedelt.
Am 4. Juni 1920 wurde das Banat infolge des Vertrags von Trianon dreigeteilt. Der größte, östliche Teil, zu dem auch Mănăștiur gehörte, fiel an das Königreich Rumänien. In der Zwischenkriegszeit gehörte der Ort zu Balinț, Kreis Severin.

## Demografie
Die Bevölkerungsentwicklung der Gemeinde Mănăștiur:
| 1880 | 1563 | 1486 | 2   | 57 | 18            |
| 1910 | 2287 | 1966 | 294 | 5  | 22            |
| 1930 | 2220 | 1776 | 238 | 18 | 188           |
| 1977 | 2094 | 1875 | 198 | 8  | 13            |
| 2002 | 1781 | 1597 | 104 | 3  | 77            |
| 2021 | 1649 | 1400 | 54  | -  | 195 (69 Roma) |